# Zdravko Tomac
Zdravko Tomac (ur. 24 maja 1937 w Garčinie, zm. 4 stycznia 2020 w Zagrzebiu) – chorwacki polityk i nauczyciel akademicki, działacz komunistyczny, w latach 1991–1992 wicepremier, deputowany, kandydat w wyborach prezydenckich.

## Życiorys
Ukończył studia na wydziale ekonomii Uniwersytetu w Zagrzebiu. Doktoryzował się na wydziale nauk politycznych tej uczelni, z którym był zawodowo związany jako nauczyciel akademicki, dochodząc do stanowiska profesora. Był wieloletnim działaczem Związku Komunistów Jugosławii, pełnił funkcję kierownika gabinetu Jakova Blaževicia. Uczestniczył w opracowaniu jugosłowiańskiej konstytucji z 1974. Pod koniec lat 80. stał się bliskim współpracownikiem Ivicy Račana, ostatniego lidera Związku Komunistów Chorwacji. Był nieformalnym ideologiem partii.
Brał udział w przekształceniu partii komunistycznej w Socjaldemokratyczną Partię Chorwacji, w której pełnił funkcję wiceprzewodniczącego. Od lipca 1991 do czerwca 1992 sprawował urząd wicepremiera w rządzie jedności narodowej kierowanym przez Franja Greguricia. W latach 1993–2003 był posłem do Zgromadzenia Chorwackiego, w połowie lat 90. został też przewodniczącym zgromadzenia miejskiego w Zagrzebiu. W 1997 kandydował w wyborach prezydenckich. Otrzymał w nich 21% głosów, przegrywając z Franjem Tuđmanem (który zapewnił sobie reelekcję w pierwszej turze) i jednocześnie pokonując Vlada Gotovaca. Od 2000 do 2003 pełnił funkcję wiceprzewodniczącego Zgromadzenia Chorwackiego. W 2003 wystąpił z SDP, w 2004 założył lewicowe ugrupowanie pod nazwą Hrvatski socijaldemokrati.